# Stig Sjöberg (skulptör)
Per Stig Sjöberg, född 1909 i Lindesbergs församling, Västmanland, död 1985, var en svensk teckningslärare, konsthantverkare och skulptör.
Sjöberg studerade vid Högre konstindustriella skolan och Tekniska skolan i Stockholm. Hans konst består av målade motiv från Stockholm, bokomslag, reklamteckning samt modeller.